# Adolphe de Graslin

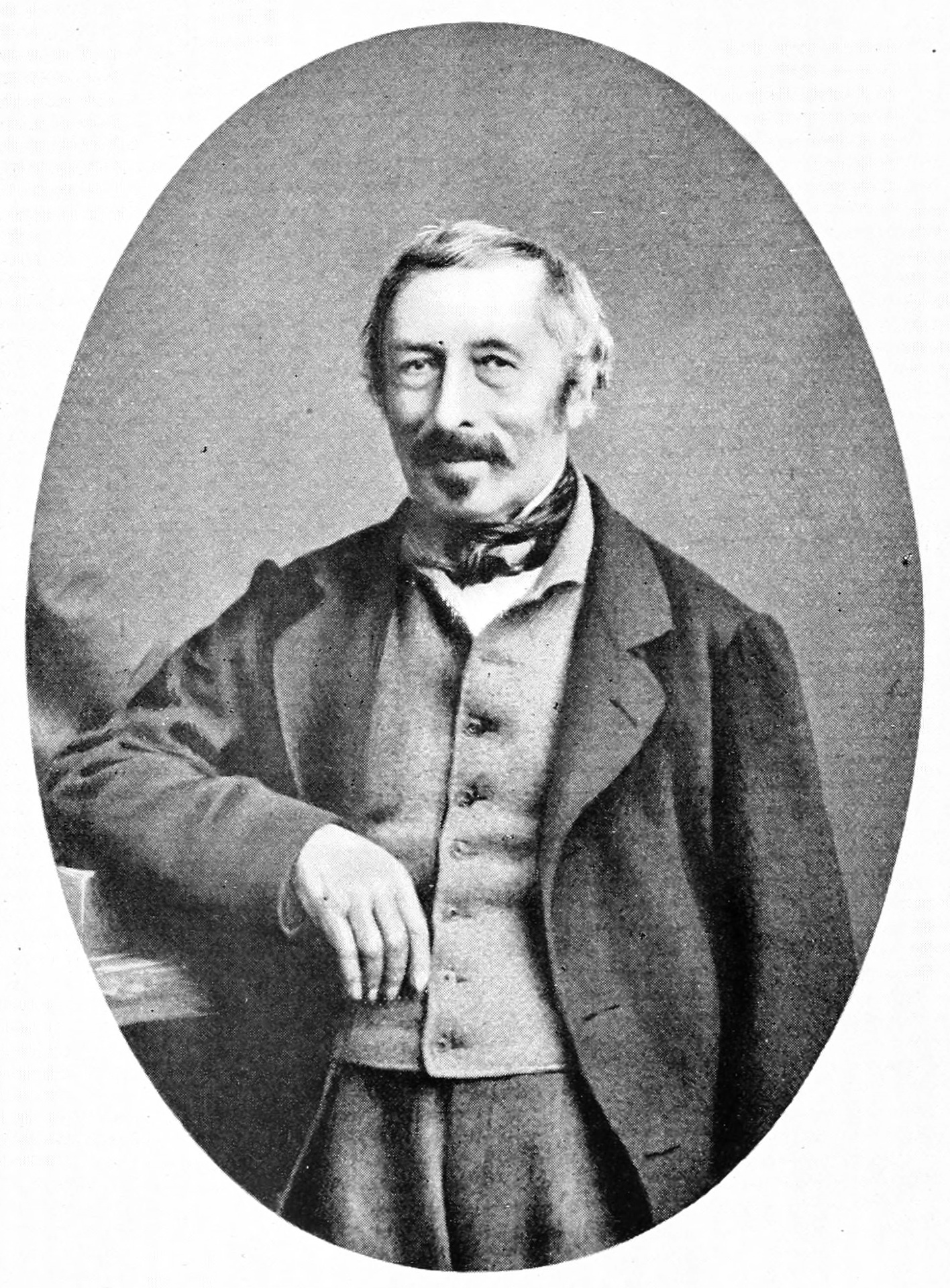
Adolphe de Graslin

Adolphe Hercule de Graslin (* 11. April 1802 auf Schloss Malitourne, Flée (Sarthe); † 31. Mai 1882 ebenda) war ein französischer Entomologe. Er sammelte vor allem Schmetterlinge.
Graslin stammte aus adliger Familie mit Sitz auf Schloss Malitourne. Er war Gründungsmitglied der Société Entomologique de France. Er veröffentlichte unter anderem eine Monographie über europäische Raupen.
Seine Sammlung wurde später Teil der Sammlung von Charles Oberthür.

## Schriften
- mit Jean Baptiste Alphonse Dechauffour de Boisduval, Jules Pierre Rambur: Collection iconographique et historique des chenilles; ou, Description et figures des chenilles d'Europe, avec l'histoire de leurs métamorphoses, et des applications à l'agriculture, Paris, Librairie encyclopédique de Roret, 1832 (in Gallica & in Google Livres)